# Cuevas del Obispo
Bajo la denominación cuevas del Obispo se recogen tres abrigos con representaciones rupestres localizados entre los términos municipales de Los Barrios y Tarifa, provincia de Cádiz (España). Pertenecen al conjunto de yacimientos rupestres denominado Arte sureño, muy relacionado con el arte rupestre del arco mediterráneo de la península ibérica. Como Bien de Interés Cultural incluye a las denominadas Cuevas del Obispo I, del Obispo II y Cueva del Avellano. Las covachas se sitúan a 360 metros sobre el nivel del mar en el Puerto del Chirino.
Las cuevas de Obispo I y II fueron publicadas con este nombre y por primera vez por Henri Breuil en 1929. Ambas cuevas poseen dos entradas y se encuentran separadas entre sí por una grieta en la pared. En la Cueva del Obispo I aparecen dos signos pintados en ocre que representan sendos soliformes. Aparecen como circunferencias con 12 y 13 rayos y asociados a ellos otros signos de difícil interpretación. En la Cueva del Obispo II aparece un único sol con 12 rayos y junto a él una cruz y un signo en zig-zag.
La cueva del Avellano se encuentra en las cercanías de las anteriores bajando el Valle de Loaji. Tiene un único dibujo antropomorfo realizado en pigmento rojo de poca importancia cerca del borde del abrigo.